# Lawrence Berkeley National Laboratory

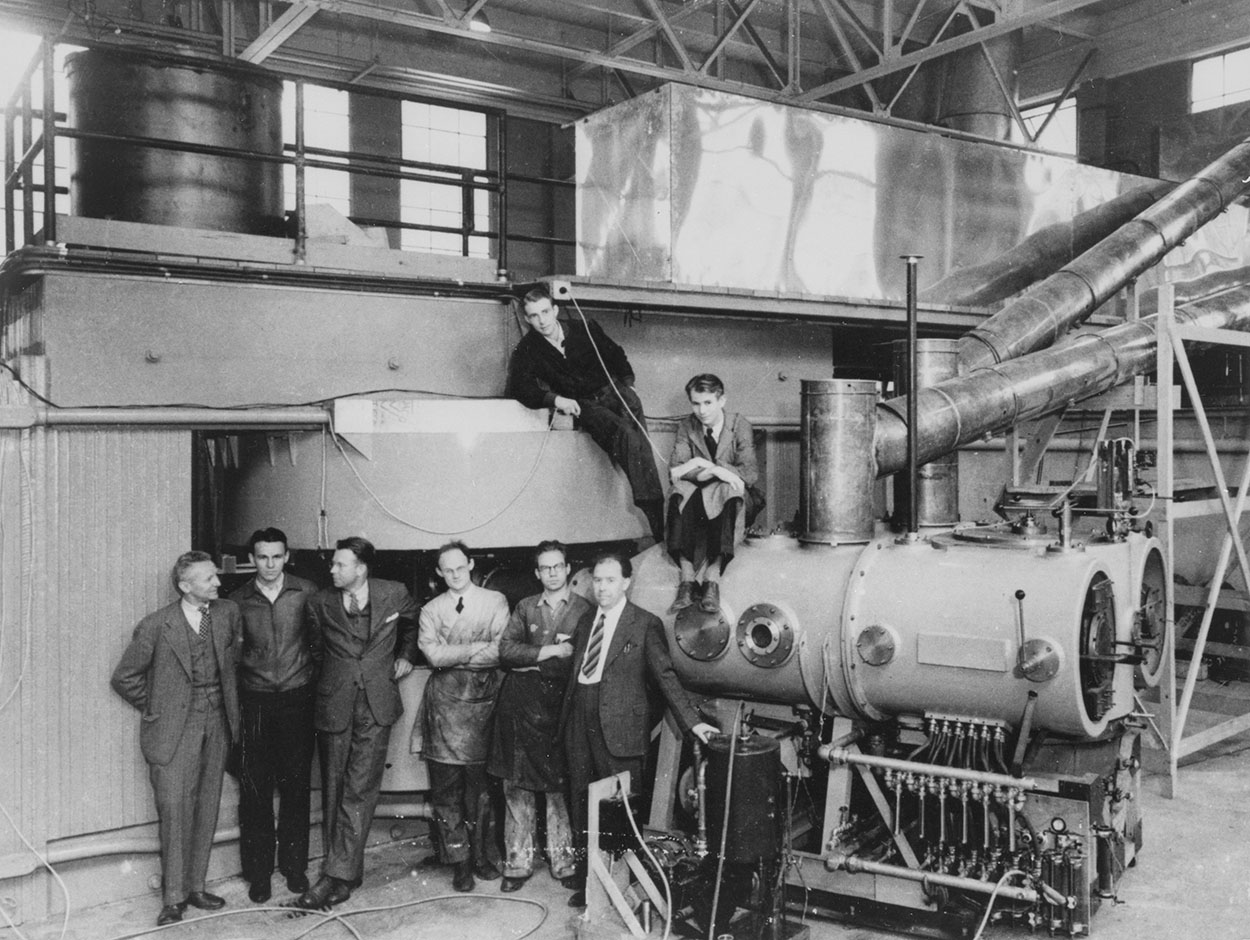
Een 60-inch cyclotron uit 1939 in het Berkeley Radiation Lab. Van links naar rechts op de foto: Dr D Cooksey, Dr D Corson, Dr Ernest Lawrence, Dr R Thornton, Dr J Backus, WS Sainsbury, Dr Luis Alvarez en Dr Edwin McMillan

Lawrence Berkeley National Laboratory (Berkeley Lab, LBL) is een in 1931 in Californië in de Verenigde Staten opgezet onderzoekslaboratorium. Het laboratorium werd gebouwd in de Berkeley Hills.
LBL is een van de 17 National Laboratories van de Verenigde Staten. Er wordt wetenschappelijk onderzoek verricht in opdracht van en onder supervisie van het United States Department of Energy. Andere laboratoria van het DOE van de federale overheid zijn bv. Los Alamos National Laboratory en Brookhaven National Laboratory. Het DOE besteedt het dagelijks beheer van het centrum uit aan de Universiteit van Californië middels een M&O-contract, wat staat voor management en operations. Het laboratorium ligt in de heuvels boven de hoofdcampus van de Universiteit van Californië - Berkeley.

## Geschiedenis en onderzoek
Het laboratorium werd opgericht op 26 augustus 1931 door een hoogleraar van Berkeley, experimenteel fysicus Ernest Lawrence. Het betrof een laboratorium voor onderzoek naar straling als onderdeel van het departement fysica. Centraal in het onderzoek stond de door Lawrence uitgevonden cyclotron, een deeltjesversneller waarvoor Lawrence in 1939 de Nobelprijs fysica zou ontvangen. Naarmate het onderzoeksteam meer vertrouwd werd met de technologie, zochten ze aansluiting met theoretische fysici in de vakgroep van Robert Oppenheimer. In 1940 verhuisde het Radiation Laboratory naar zijn huidige locatie, omdat de steeds grotere cyclotrons niet meer op de campus zelf geïnstalleerd konden worden.
De samenwerking van Oppenheimer en Lawrence leidde tot de ontwikkeling van heel wat spitstechnologie die ingezet kon worden in het Manhattanproject. De atoombom, de ontsteking door nabijheid en de radar. Hun cyclotron van 184 inch werd daarbij ingezet als een massaspectrometer en daarbij kwam men tot de elektromagnetische verrijking van uranium.
Na de oorlog werkte het laboratorium voor het United States Atomic Energy Commission, de voorloper van het huidige Department of Energy. Na het overlijden van Lawrence in 1958 werd het Radiation Laboratory op de Berkeley campus hernoemd naar het Lawrence Berkeley Laborat ory. In 1995 werden alle Laboratories National Laboratories en werd de naam aldus ook aangepast. Een van de sleutelfiguren die naast Lawrence kwamen was Nobelprijswinnaar Luis Alvarez. Zijn working papers, de Alvarez Physics Memos verkregen wereldwijde erkenning en vanuit LBL werden er meer dan 1.700 gepubliceerd en publiek ter beschikking gesteld. De leiding van het laboratorium ging na Lawrence overlijden in 1958 over op nog een andere Nobelprijswinnaar Edwin McMillan. Een andere gekende directeur was van 2004 tot 2008 Nobelprijswinnaar Steven Chu.
Onderzoeksresultaten van Berkeley Lab zijn onder meer het onderzoek naar het antiproton (Nobelprijs voor Owen Chamberlain en Emilio Segrè), de ontwikkeling van de Calvincyclus (Nobelprijs voor Melvin Calvin), de ontdekking van het bellenvat (Nobelprijs voor Donald Glaser), onderzoek naar de dynamica van elementaire chemische processen (Nobelprijs voor Yuan Lee - samen met Dudley Herschbach en John Polanyi), de ontdekking van meerdere transurane elementen waaronder neptunium, plutonium, curium, americium, berkelium, californium, einsteinium, fermium, mendelevium, nobelium en lawrencium, en de ontdekking van onder meer astaat, dubnium en seaborgium (Nobelprijs voor Glenn Seaborg), de ontdekking van het bestaan van een zwarte straler door analyse van de kosmische achtergrondstralingsgegevens van de Cosmic Background Explorer (Nobelprijs voor George Smoot) en de ontdekking van de versnelde uitdijing van het heelal en de donkere energie door het Supernova Cosmology Project waar LBL onderzoeker Saul Perlmutter (samen met Brian Schmidt en Adam Riess) een Nobelprijs voor ontving.